# Rimbo landskommun
Rimbo landskommun var från 1967 en kommun i Stockholms län. Före 1952 fanns det för ett mindre område en kommun med namnet Rimbo landskommun

## Administrativ historik
År 1967 bildades en ny Rimbo kommun genom att Sjuhundra landskommun lades samman med Närtuna- och Gottröradelarna ur Skepptuna landskommun, som då upplöstes. Denna "nya" Rimbo kommun upphörde redan 1971 då området gick upp i nybildade Norrtälje kommun.
Kommunkoden var ursprungligen 0206 (övertagen från Sjuhundra kommun 1967), men ändrades år 1968 till 0106 då Stockholms stad (Överståthållarämbetet) lades samman med Stockholms län.

### Kyrklig tillhörighet
I kyrkligt hänseende tillhörde den nya Rimbo kommun församlingarna Fasterna, Gottröra, Husby-Sjuhundra, Närtuna, Rimbo, Rö och Skederid.

## Kommunvapnet
Blasonering: Sköld kluven av rött och silver, vartdera fältet med en utåtvänd och nedåtriktad vinge ovan åtföljd av en ros, av motsatta tinkturer.
Motivet bygger på vapnet för den så kallade Finstaätten och fastställdes av Kungl Maj:t 1959 för dåvarande Sjuhundra landskommun. Det återanvändes av Rimbo kommun från 1967.

## Politik

### Mandatfördelning i valet 1966
| 2 | 16 | 11 | 7 | 4 |

| 37 |